# Marrasjärvi
Marrasjärvi är en sjö i Finland. Den ligger i kommunen Rovaniemi i landskapet Lappland, i den norra delen av landet, 700 km norr om huvudstaden Helsingfors. Marrasjärvi ligger 113,6 meter över havet. Den är 20,11 meter djup. Arean är 6,51 kvadratkilometer och strandlinjen är 30,26 kilometer lång. Sjön  ingår i Kemi älvs huvudavrinningsområde.   Den sträcker sig 7,2 kilometer i nord-sydlig riktning, och 7,2 kilometer i öst-västlig riktning.
I övrigt finns följande i Marrasjärvi:
- Palosaari (en ö)
- Pirttisaari (en ö)

I övrigt finns följande vid Marrasjärvi:
- Härkinoja (ett vattendrag)
- Jouttivaara (en kulle)
- Mukkajärvi (en sjö)
- Siikajärvi (en sjö)
- Taapajoki (ett vattendrag)